# Triplophysa stoliczkai
Triplophysa stoliczkai es una especie de peces de la familia Balitoridae en el orden de los Cypriniformes.

## Morfología
• Los machos pueden llegar alcanzar los 15 cm de longitud total.

## Distribución geográfica
Se encuentra en la India, la China, el Afganistán,  Irán, el Pakistán y  Uzbekistán.

## Hábitat
Es un pez de agua dulce.